# ジップライン

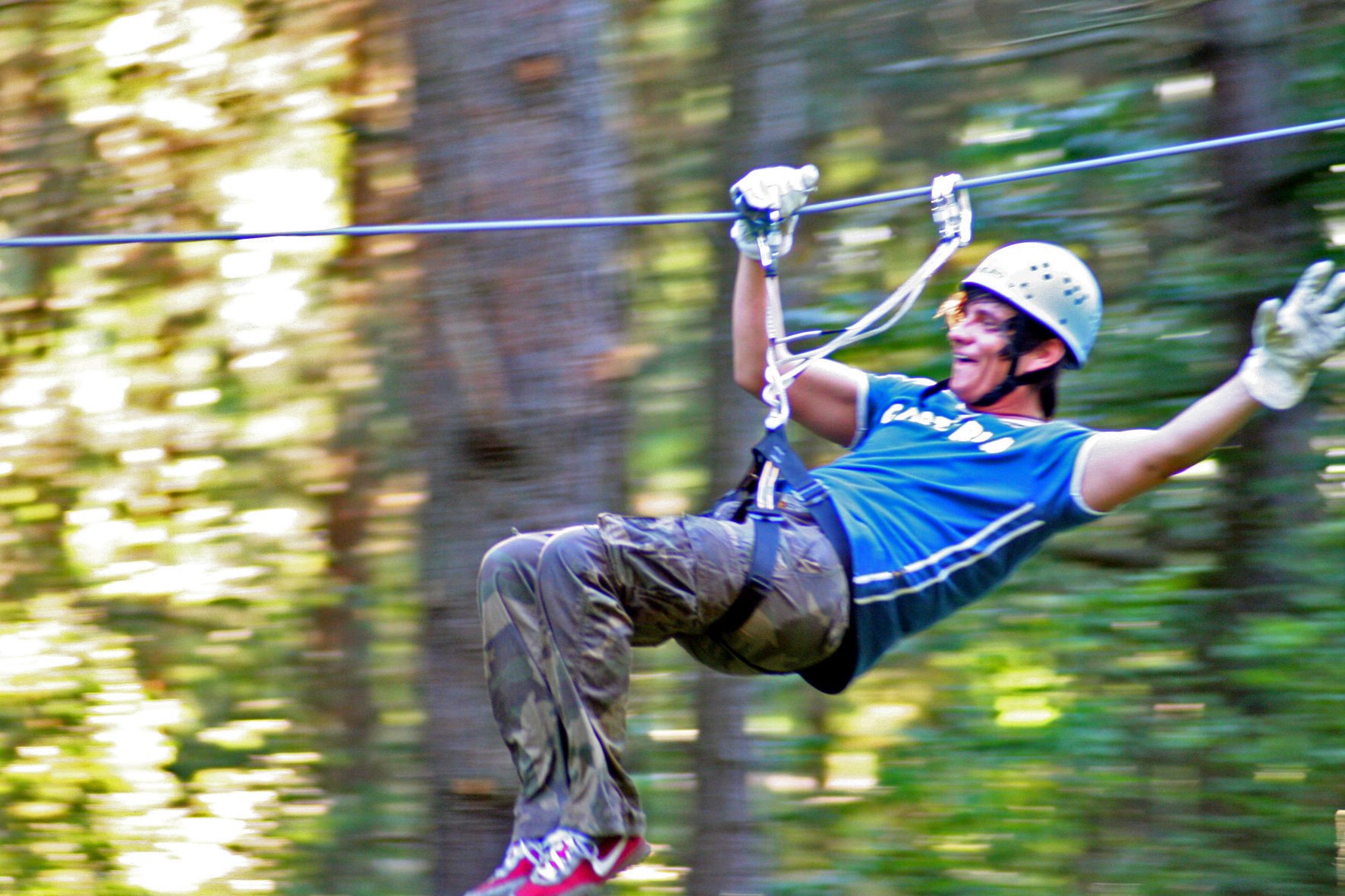
ZIP-LINE

ジップライン(ZIP-LINE)とは、竹や籐、鉄骨の軌条、ワイヤーロープ、スチールケーブルなどをに吊り下がり自重で滑走するもの。中国の怒江地域などでは移動手段として用いられている。また、遊園地やアスレッチック施設で遊戯施設として設置される。Flying foxともいう。

## 移動手段
ロープを使用して人間が移動する様子は、紀元前250年の中国華南の毛筆の絵に見られる。中国では、溜索（古代の名称では、撞）と呼ばれる。インドや中国などの険しい山岳部やサルウィン川など河を渡ったり物資を輸送する手段として何千年もの間使用された。
中国の怒江地域ではリス族が竹や籐（これらを薄く加工した竹篾、竹籐篾）、スチールケーブルのジップラインを利用してきたが、橋に置き換わることが多くなり、技術や文化の継承が課題になっている。

## 遊戯施設

### 形式
遊戯施設としては遊園地やアスレッチック施設に設置され、鉄骨の軌条を滑走するものと、ワイヤーロープを滑走するものがある。
また、滑走する形式も、ベルトハーネスを乗客の体に固定して自重で滑走するようにしたものと、ターザンロープのように軌条やワイヤロープに綱（ロープ）を取り付けて自重で滑走するようにしたものがある。
一部は高所まで電動機で引き上げてから自重落下させる形式のものもある。なお、滑走後、起点に座席を戻すために電動機を使用する施設もある。

### 安全基準
ヨーロッパ・イギリスにおける安全基準
- EN1176 Playground equipment standard
- EN1177 Impact attenuating playground surfacing - Methods of test for determination of impact attenuation

チャレンジコース技術協会、アメリカ規格協会
- ANSI/ACCT 03-2019 Standards

Professional Ropes Course Association、アメリカ規格協会

### 事故
おもに落下と衝突事故が起きる。
1997-2012年でのアメリカでの事故件数は、推定16,850件起きており、11.7％の患者は入院を必要とした。
公式に数えられた事故数はないが、2006年から2017年までにアメリカにおいて12件以上の死亡事故が報告されている。
日本では、2023年11月に岐阜県冒険の森ツリートップアドベンチャーで落下事故が発生した。